# Nagy-Luttenberger István
Nagy-Luttenberger István (Celldömölk, 1979. július 2. –) magyar történész. Fő kutatási területe: kora újkori és újkori történelem, nemzetközi kapcsolatok, háborúk története, politikatörténete, hadtörténete, „új hadtörténet”, a 18–19. század fordulója magyar és egyetemes történelemben.

## Életút
1997-ben érettségizett a celldömölki Berzsenyi Dániel Gimnáziumban. 2002-től történészként dolgozott a Gróf Esterházy Károly Múzeumban. MA diplomáját 2003-ban szerezte meg történelemből és muzeológiából az Eötvös Loránd Tudományegyetem Bölcsészettudományi Karán. 2007 és 2020 között ismét a Gróf Esterházy Károly Múzeum munkatársa volt történészként és igazgatóként. 2007-től 2008-ig az Osztrák Állami Levéltárban folytatott kutatói tevékenységet (?) Ernst Mach Stipendium ösztöndíjasként 4 hónapig Christoph Tepperberg témavezetése alatt. 2009-ben elnyerte a Habsburg Történeti Intézet Kutatási Ösztöndíját, itt 2010-ig folytatta munkásságát Zachar József témavezetésével. 2010-ben ismét az Osztrák Állami Levéltárban folytatott kutatói tevékenységet az Osztrák-Magyar Akció Alapítvány által biztosított Nachbetreuungs stipendium ösztöndíj elnyerésével. PhD fokozatát 2010-ben szerezte meg az Eötvös Loránd Tudományegyetem Bölcsészettudományi Karán, a Történelemtudományi Doktori Iskolában. 2014 és 2017 között újra az Osztrák Állami Levéltárban dolgozott különböző kutatói ösztöndíjakat elnyerve: 2014-ben 12 hónapig az Osztrák Köztársaság Ösztöndíjalapja által biztosított posztdoktorális ösztöndíjjal Cristoph Tepperberg témavezetésével; 2016-ban 4 hónapig Collegium Hungaricum ösztöndíjjal, valamint 2017-ben ismét a Nachbetreuungs stipendium  ösztöndíjjal 1 hónapig. 2017-től 2020-ig vezető kutatóként dolgozott A császári-királyi hadsereg magyar tábornokai 1787-1815 (FK 123779) című projekten az NFKI Fiatal Kutatói Ösztöndíját elnyerve.
2019 és 2023 között a Magyarságkutató Intézet Történeti Kutatóközpontjának tudományos főmunkatársa.
2024-től a Hadtörténeti Intézet és Múzeum, Hadtörténeti Kutató Intézet, Hadtörténeti Kutató Osztály kutatója.

## Küldetés
A francia háborúk kora a magyar történelem egyik legelhanyagoltabb, legkevésbé ismert, ezért meglehetősen félreértelmezett időszaka a magyar történelemnek. Az új hadtörténetírás módszertanának segítségével, elsődleges forrásokra alapozva szeretné alaposabban megismerni és megismertetni ezt a korszakot, eloszlatni a sztereotípiákat, félreértelmezéseket.

## Díjak, elismerések
- 2010 Lackó Dezső Díj

## Művei
- Nagy-L., István: A császári-királyi hadsereg magyarországi tábornokai 1787–1815.[3] Budapest, 2020.
- Nagy-L, István: A császári-királyi hadsereg 1765-1815: Szervezettörténet és létszámviszonyok.[4] Pápa, 2013.

## Publikációk
Nagy-Luttenberger István publikációi elérhetőek a Magyar Tudományos Művek Tárában, az Academia.edu felületén, a ResearchGate honlapján valamint a Google Tudós adatbázisában.